# Pont vieux (Brassac)
Le pont vieux de Brassac est un pont bâti sur l'Agout entre deux quartiers de la commune de Brassac dans le Tarn en France. Il sépare le château de Brassac de Belfortès et celui de Brassac de Castelnau, qui se font face.

## Historique
Le pont a été construit au Moyen Âge en schiste et granite, à la fin du XIIe siècle (peut-être 1193), pour franchir l'Agout sur le chemin de Castres à Lacaune. 

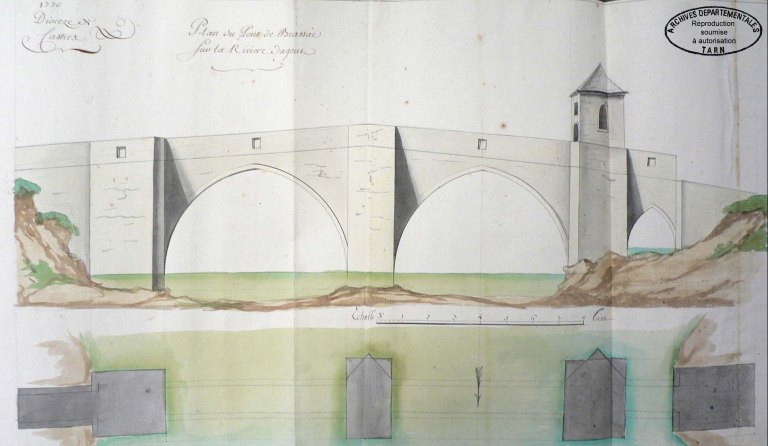
Dessin du pont en 1770

Le pont actuel est bâti selon les principes en vigueur à l'époque du dos d'âne sur arche en arc brisé. Il est constitué de deux grandes arches sur la rivière encadrées de deux petites sur chaque berge. Un document de 1770 montrequ'à l'origine, le parapet était plus haut et qu'un péage était installé. Les piles du pont débordent en largeur jusqu'en haut, constituant des zones de repli des piétons en cas de croisement de charrette.
Durant les guerres de religion, la rivière sépare la ville en deux quartiers, le protestant rive gauche, le catholique rive droite. Chacun a un château fortifié situé près du pont. Sur la photo, des tours des deux édifices sont visibles.
Le pont devenu trop étroit se voit doublé d'un voisin plus moderne en 1839-40, 65 m à l'aval. Le pont vieux est désaffecté en 1840. 
Des anneaux sont scellés en 1856 pour fixer des barres de bois servant à faire sécher des draps. 
Le pont neuf est emporté par la crue du 21 octobre 1861 à laquelle le pont vieux résiste. Le pont vieux est remis en service après une restauration et un réaménagement. Pour élargir son tablier, le parapet est enlevé, des corbeaux sont installés de part et d'autre de la chaussée en pierre puis un tablier en bois est posé au-dessus. Les corbeaux sont encore visibles.
Le pont neuf actuel a été reconstruit en 1867. Le pont vieux est alors remis dans son état initial. Le pont vieux est repavé en 1892. Il est de nouveau restauré en 1957, puis récemment en 2019,.
Le pont vieux est classé au titre des monuments historiques le 11 janvier 1990.

## Description
Le pont comporte quatre travées en arc. La longueur totale du pont est de 52 m. Les ouvertures des arcs sont de 3,95 m, 13,77 m, 13,20 m et 3,60 m. Les deux travées latérales ont des voûtes en arc de cercle. Les deux travées centrales sont en arc brisé. Les deux piles en rive ont une épaisseur de 5,75 m et 5,90 m. La pile centrale est mince, avec une épaisseur de 3 m mais comporte à l'amont un avant-bec effilé.
Des refuges placées au droit des piles permettaient aux piétons de laisser passer les véhicules hippomobiles car la largeur libre du tablier n'est que 2,25 m pour une largeur totale de 3,05 m.